# Norteño-sax
El norteño-sax o norteño con sax es un subgénero de la música regional mexicana. 
Incorpora el uso de saxofón alto como instrumento principal, además de instrumentos tradicionales como voz, acordeón, bajo sexto, bajo eléctrico y batería.
El género tuvo sus orígenes en Monterrey, Nuevo León, y pasando los años, su popularidad se extendió a varias otras regiones de México y posteriormente a los Estados Unidos.
Varios artistas recientes del género han incorporado elementos modernos a su música en cuestión de instrumentación y letra sin dejar atrás sus raíces tradicionales.
Entre los estilos de canciones que se interpretan en el norteño-sax se incluyen rancheras, corridos, cumbias, charangas, boleros, baladas, huapangos, polkas, valses, mazurkas, chotises y redovas.
Algunos artistas representativos del norteño-sax incluyen a Eulalio González "El Piporro", Lorenzo de Monteclaro, Conjunto Primavera, Los Rieleros del Norte,  Polo Urías y su Máquina Norteña, Kikín y Los Astros, La Maquinaria Norteña,  La Fiera de Ojinaga,  La Energía Norteña,  Los Pescadores del Río Conchos, La Zenda Norteña, Los Primos del Este, entre otros.